# Thomas Syme
Thomas Woods "Tuck" Syme (15 de mayo de 1928 – 22 de agosto de 2011) fue un jugador británico de hockey sobre hielo. Jugó para los Dunfermline Vikings y los Paisley Pirates durante los años 40 y 50. También fue jugador de la Selección Nacional de Hockey sobre Hielo de Gran Bretaña en los Juegos Olímpicos de Invierno de 1948 y en el Campeonato Mundial de Hockey sobre Hielo de 1950. Luego de retirarse emigró a Canadá antes de asentarse en los Estados Unidos en 1960. En 2005 ingresó en el Salón de la Fama Británico del Hockey sobre Hielo.
Era el hermano menor del también jugador de hockey James "Tiny" Syme.